# Onitis mniszechi
Onitis mniszechi là một loài bọ cánh cứng trong họ Bọ hung (Scarabaeidae).